# HMS Perseus (N36)
HMS Perseus (N36) (с англ. — «Персей») — британская подводная лодка типа «Парфиан», построенная в 1929 году и затонувшая в 1941 году во время Второй мировой войны между греческими островами Кефалиния и Закинф. Этот класс подлодок был первым, вооружённым торпедами типа Mk VIII.

## Участие в войне
На момент начала войны подлодка «Персей» находилась в Китае в составе 4-й подводной флотилии вместе со всеми подлодками своего класса, командовал подлодкой коммандер Питер Барлетт. В августе 1940 года класс направлен в Средизеноморье, где занимался охраной конвоев между Александрией и осаждённой Мальтой. С октября 1940 по апрель 1941 года «Персей» стоял на ремонте в Мальте, позднее переведён в состав 1-й флотилии подводных лодок в Александрии, командиром стал лейтенант-коммандер Эдвард Кристиан Фредерик Николай. Первым потопленным судном стал итальянский танкер «Майя» (Maya, 3867 т), пошедший на дно 5 сентября 1941 в 9 км к югу от острова Тенедос. 2 октября 1941 «Персей» торпедировал торговое судно «Кастеллон» (Castellon, 2086 т) к западу от Бенгази. За успехи в уничтожении вражеских транспортных кораблей коммандер Николай был награждён орденом «За выдающиеся заслуги».
26 ноября 1941 субмарина вышла из Мальты в Александрию 26 марта 1941 с приказом патрулировать восток греческого побережья. 3 декабря подлодкой был пущен ко дну корабль. 6 декабря 1941 патрулирование трагически оборвалось: в 11 км к северу от острова Закинф, недалеко у острова Кефалиния в Ионическом море подлодка наткнулась на итальянскую морскую мину, которая мгновенно сдетонировала. В результате взрыва субмарина пошла ко дну, и только один человек из 61 члена экипажа, 31-летний капрал Джон Кейпс (англ. John Capes), сумел спастись. Он собирался прибыть на субмарине в Александрию ещё с одним человеком. Непосредственно после взрыва Кейпс и ещё трое выбрались из машинного отделения, используя спасательные аппараты Дэвиса, но до Кефалонии успел добраться только Кейпс, проплыв 8 км в одиночку. В течение полутора лет местное население скрывало его, а затем на каяке он сумел выбраться в турецкую Смирну. За проявленное мужество награждён медалью Британской империи.
Субмарина была найдена в 1997 году группой греческих водолазов во главе с Костасом Токтаридисом на глубине 52 метра. В носовой части подводной лодки была обнаружена вмятина, вызванная взрывом после столкновения с миной, однако в целом подлодка находилась в хорошем состоянии на момент обнаружения: на месте находились орудия и штурвал, а компасы в рабочем состоянии. В настоящее время к месту крушения часто прибывают водолазы-любители. Согласно отчётам ныряльщиков, на месте крушения были найдены остатки итальянской морской мины, что подтверждает версию о гибели субмарины в результате столкновения с миной. Британские исследователи вместе с тем официально никаких заявлений не делали.